# Zanjón del Valle Hermoso
Zanjón del Valle Hermoso es un arroyo intermitente que desagua sobre el río Chico, curso intermitente.
Atraviesa la localidad rural de Valle Hermoso a más de 50 kilómetros al sur de la ciudad de Sarmiento, en el departamento del mismo nombre en la provincia del Chubut, Argentina. 
Aunque también es llamado río por alguno mapas, la actual sequía redujo su tamaño y lo somete a periodos de sequedad que lo dejan sin agua o muy poco caudal especialmente en verano. Sin embargo, por su tamaño y persistencia de corriente es llamado también Río del Valle Hermoso por algunos mapas. 

## Toponimia
El primer componente de los nombres del arroyo se explica porque en la zona los ríos y arroyos que tiene aspecto simple y de poca notoriedad son llamados zanjones. En tanto, este curso de agua toma su segundo del valle que supo ser muy pintoresco, con abundante vegetación arbustiva por lo que hacía honor a su nombre. La gran vegetación arbustiva fue casi totalmente exterminada por los habitantes de Cañadón Lagarto para proveerse de leña. Los imponentes arbustos naturales que abundaban eran muy apreciados por los pueblos aborígenes que no los talaban al considerarlos valiosos para sus presas y vitales para mantener las condiciones del suelo. Desde el siglo 20, tras la llegada masiva de colonos, el valle sufrió a depredación de la mayoría de sus invaluables arbusto autóctonos. El valle es surcado por numerosas vertientes de agua y lagunas, el curso del arroyo "Zanjón del Valle Hermoso" pasa a muy pocos kilómetros del sitió donde estuvo la estación y es el más importante en la zona.  

## Historia
La zona que circunda al arroyo fue profundamente modificada desde mediados de 1911 con la llegada de la obra del ferrocarril Comodoro Rivadavia a Colonia Sarmiento y la instalación de la estación Valle Hermoso. Los testimonios históricos frecen un registro del potente caudal de los cursos de agua que el ferrocarril debió surcar para llegar a Sarmiento. Puntualmente. se describió la magnitud de agua encontrada en el Zanjón del Cerro Negro y el delta en el que el Senguer discurría sus aguas. Gracias a imágenes históricas de fondo al Cerro Negro y fue tomada en inmediaciones de la que sería la estación de ferrocarril de Colhué Huapi. La misma registra a obreros del ferrocarril construyendo una alcantarilla de desagote debajo de las vías. La obra de embalse del río fue erigida gracias a bolsones con tierra que reforzaron las márgenes del terraplén del tendido, para que el agua que se embalsaba a sus lados no lo horade. El caudal del Zanjón del Valle Hermoso seguramente fue de buena magnitud al haber construido uno de los puentes más respetables para cruzarlo. El ferrocarril a pesar de haber desaparecido en 1978 dejó su huella en el río con la presencia de uno de los puentes más significativos de todo el ferrocarril, pero de menor tamaño que el puente ferroviario Colhué Huapi de hierro que esta perfectamente preservado y rodeado de infraestructura ferroviaria.
Puntualmente, para 1912 los rieles ya había llegado a la zona y se planificó la estación en el kilómetro 142. Para 1914 la línea de casi 200 kilómetros fuera inaugurada, mediante un tren especial que tardó 5 horas, el 25 de mayo de ese año. El ferrocarril trajo con sigo la instalación de una localidad en los alrededores del arroyo que desarrolló un poblado rural con estructura urbana dispersa. Debido a que la población era agraria se conforma por diversas chacras productivas lindantes entre ellas. Esto produjo que la localidad no tuviera la forma básica, de pueblo con plaza o casas aglomeradas. Luego por la merma del transporte ferroviario se despobló con rapidez a finales de 1950. Sin embargo, aún para 1951 su población era contada entre las pocas localidades que la línea Comodoro Rivadavia a Colonia Sarmiento recorría. Para 1957 las únicas poblaciones considerables del ramal se concentraron en torno a Comodoro y Sarmiento; estando todas las demás poblaciones como esta consideradas de poca relevancia o ya despobladas. Posteriormente, la zona cobró importancia nuevamente gracias a la exploración petrolera se descubrió el yacimiento Valle Hermoso con proyectos de petróleo y gas  desde 1964 y 1965. La continua explotación petrolera y ganadera cambió el aspecto Valle Hermoso antropizándolo fuertemente, pero conservó su existencia
Luego del cierre definitivo del ferrocarril el tendido permaneció abandonado y casi intacto. No obstante, el patrimonio ferroviario que perduraba en Valle Hermoso fue víctima de los desguaces ordenados por el exgobernador Das Neves en 2005 y que en 2006 fueron frenados por un amparo de los vecinos. Aunque este levantamiento de las vías había acabado con casi todo el ferrocarril. Sin embargo, se lo pudo detener por orden de la justicia a la altura del Kilómetro 162. Por este hecho, se logró salvar desde inmediaciones del punto Kilómetro 162 hasta inmediaciones de Sarmiento casi todo el patrimonio histórico ferroviario que perduraba y perdiéndose el resto como resultante. Esto trajo como consecuencia la desaparición de casi todos los vestigio ferroviarios en la zona de Vale Hermoso, quedando algunos tramos parciales como en el puente que cruza el arrollo y que pudo conservarse regularmente por la medida judicial.
A pesar de la gran sequía el arroyo continúa siendo el principal afluente del río Chico por tamaño y caudal. De este modo, sus aguas continúan arribando al lecho seco del río en forma intermitente. El agua aportada no termina rumbo al río Chubut, desembocadura natural del Chico. En cambio, con el lecho del río que se va cubriendo con la tierra que vuela del fondo y márgenes del lago Colhué Huapi, el agua que escurre de Valle Hermoso (situado hacia el sur), en vez de correr hacia el este, lo hace en dirección inversa rumbo al lago para estancarse cerca del nacimiento del río Chico. De este modo, las aguas que recibe el Chico desde ese arroyo acaban en su nacimiento conformando una la laguna amplia. Los pobladores sospechan que esa agua arrastra consigo químicos de la industria petrolera, ya que mata los árboles a los que alcanza.
El 20 de abril de 2017 toda la zona sufrió una gran inundación y el río recuperó su tamaño y magnificencia permitiéndole alcanzar y aportar al llenado del lago Colhué Huapi que volvió a la vida por un perdido de tiempo junto al también seco río Chico. El agua aportada por este arroyo y el lago generó un gran caudal que alcanzó el insólito tamaño de 400 metros de ancho. En su paso arrasó varias estancias que estaban edificadas sobre su cauce seco. De esta forma inusual, volvió a llevar agua al río Chubut, pero la gran crecida dejó aislados a muchos pobladores rurales. Esto se debió a que las precipitaciones superaron los 200 mm en toda la cuenca; el agua acumulada estuvo a punto de alcanzar el nivel del puente Nolman, construido sobre la ruta provincial 27 entre 2016 y 2017 como reemplazo del viejo puente de madera. La estructura de hormigón, de 22 metros de largo por cuatro de ancho, incluye también terraplenes de acceso, lo cual evitó que el río aislara a la población rural. Este intenso fenómeno climático, que no tenía antecedentes en ningún registro, generó la gran crecida del río que, además de colapsar al río Chubut, aportó agua con un alto contenido de lodo al Dique Ameghino. Esto causó graves dificultades para la potabilización del agua para las poblaciones que se alimentan del Chubut; produciéndose baja potencia y cortes de agua Este inesperado ingreso de agua, que llegó a los 400 metros cúbicos por segundo, elevó la cota del embalse en 10 metros por encima de los valores previstos, además de generar un enturbiamiento inusual del espejo de agua. Si bien esa masa de agua no condicionó en lo inmediato la operación normal del embalse, las regulaciones establecidas por ley obligaron a la hidroeléctrica a adecuarse lo antes posible a los valores de operación normal. A principios de 2022 el río y el lago Colhué Huapi estaban de nuevo secos. La última reaparición del río tuvo lugar en abril de 2022, cuando un gran temporal ocasionó inundaciones y revivió nuevamente el cauce. Sin embargo, la reiterada sequía produce la acumulación de arena que cubre la vegetación y crea una serie de dunas que siguen avanzando y ocasionan que el campo que deja atrás sea un espacio totalmente muerto. La ganadería es paupérrima ya que las ovejas se llenan de tierra, con perdidas económicas a la hora de esquilar, porque la lana de las ovejas es tan sucia que arruina los peines de corte. La pureza de la lana se mide por la cantidad de suciedad, y en esa zona, la mitad del peso de la lana de las ovejas es tierra. Actualmente, la acumulación con cada tormenta produce que el sedimento se vaya acumulando y termine formando dunas que arrasan con las viviendas de los estancieros. 

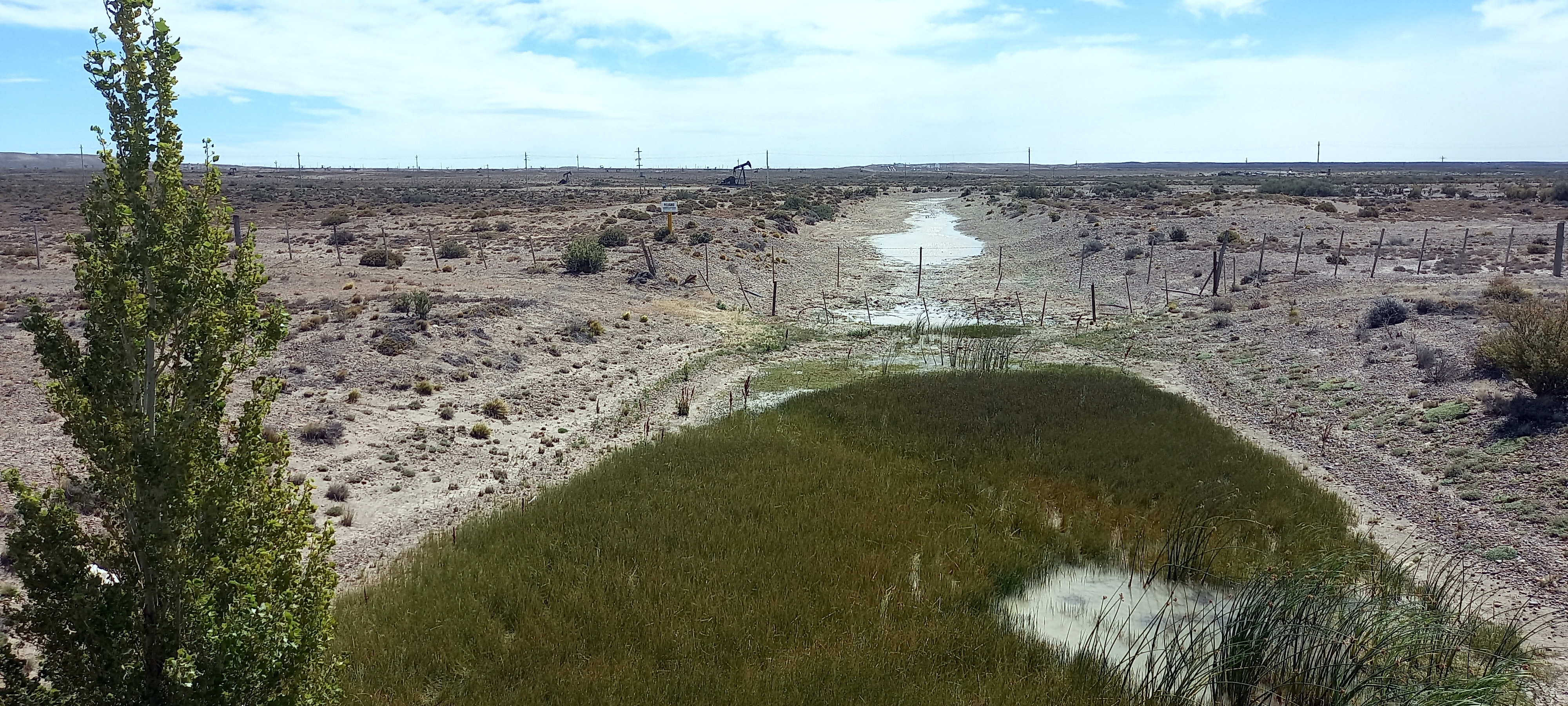
El arroyo con vegetación y bajo caudal antes de atravesar la ruta nacional rumbo al río Chico.

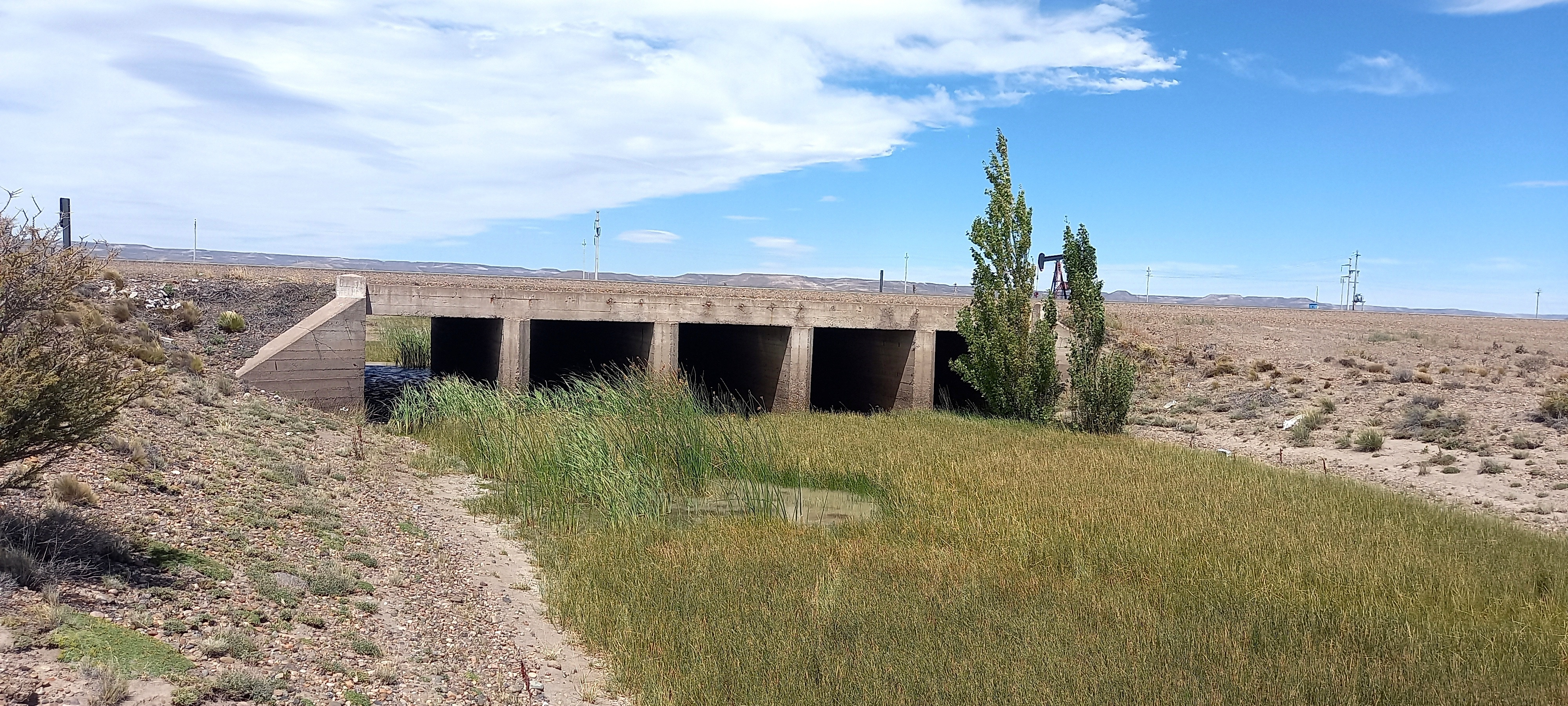
Alcantarilla de la ruta 26 sobre el arroyo.
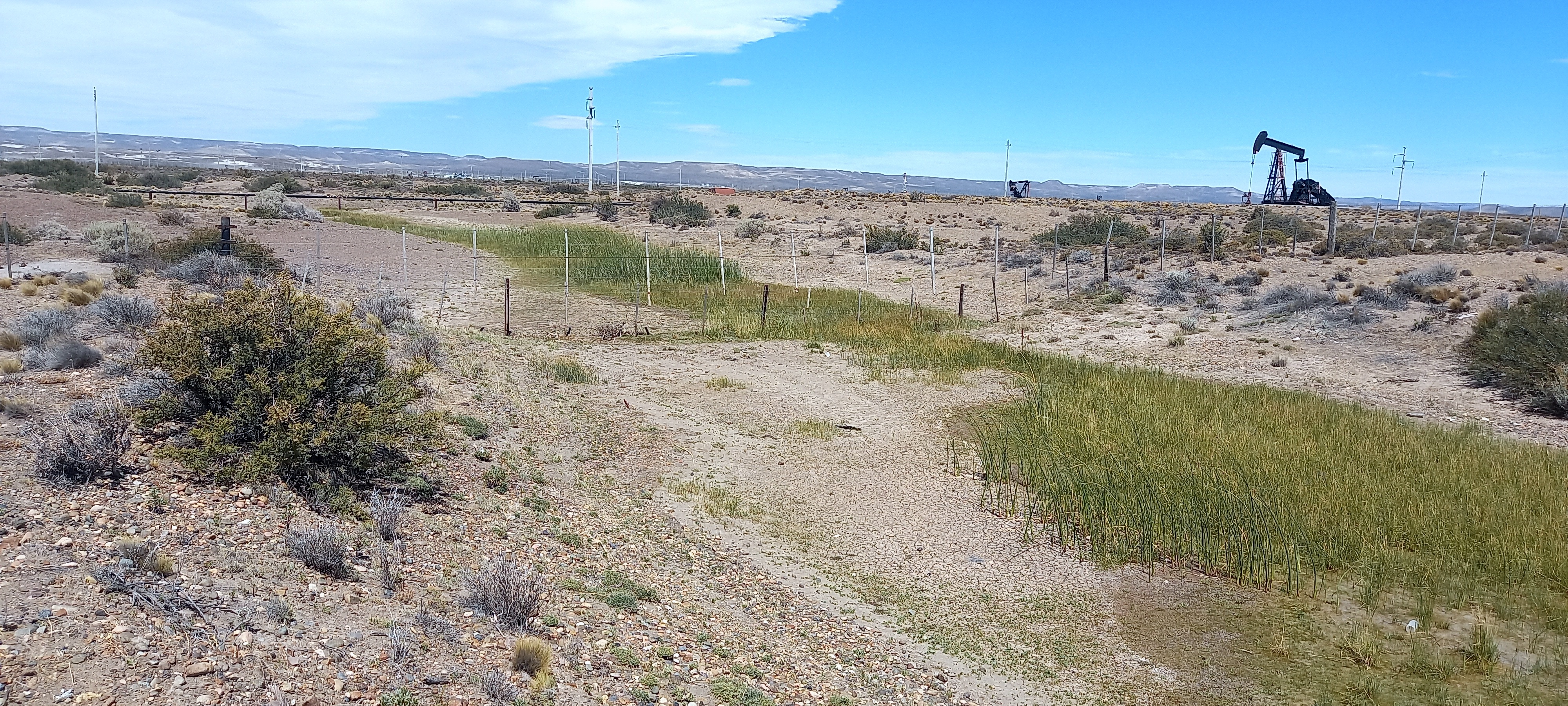
Explotación petrolera en torno al arroyo casi seco
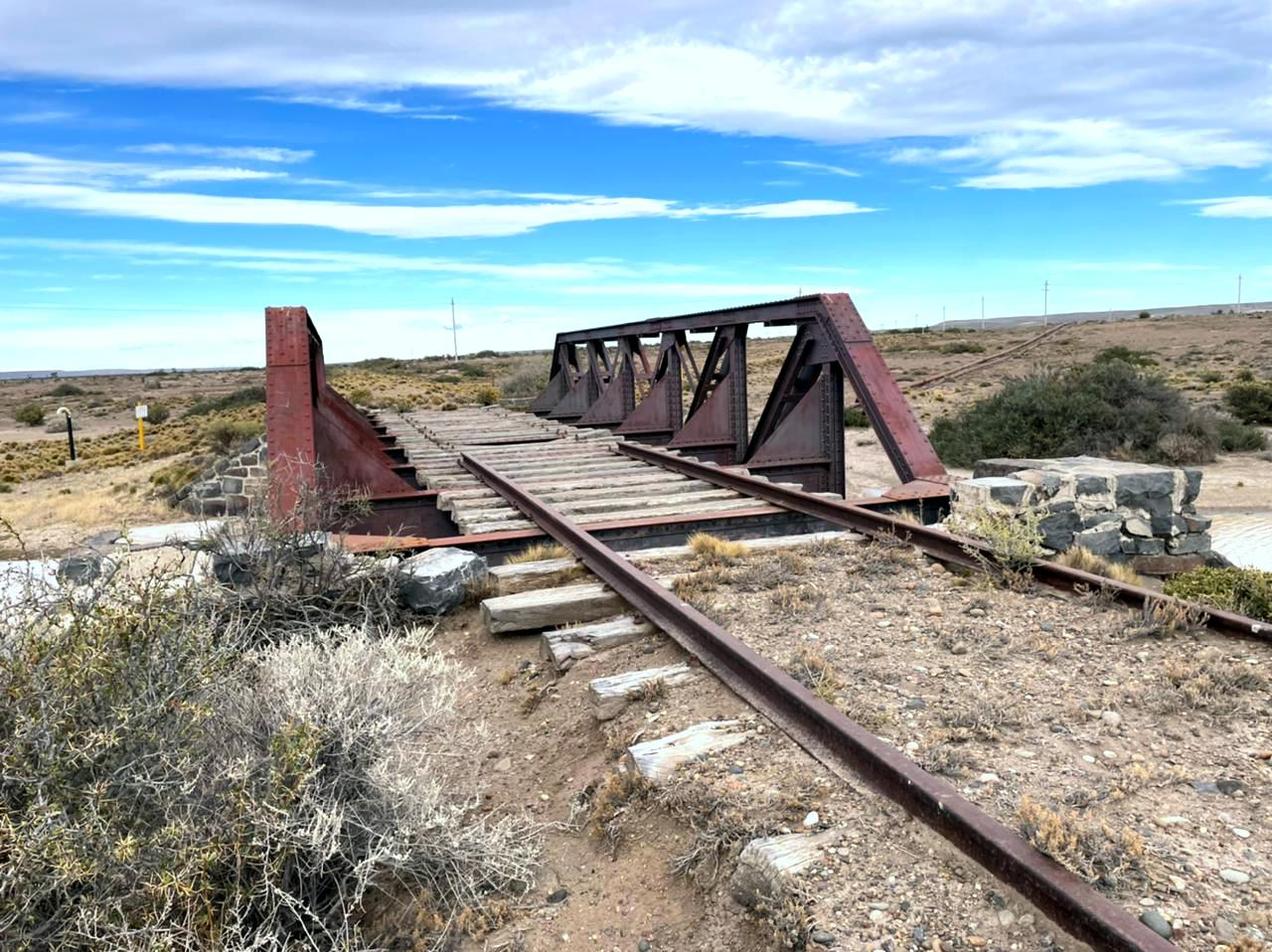
Puente ferroviario en desuso cruzando el arroyo parcialmente vandalizado.